# Rambler American
El Rambler American es un automóvil compacto estadounidense producido por American Motors Corporation (AMC) entre 1958 y 1969. Con una producción de 4,2 millones de unidades, se convirtió en uno de los modelos más exitosos de la marca, y llegó a fabricarse en Argentina y en Irán.

## Contexto

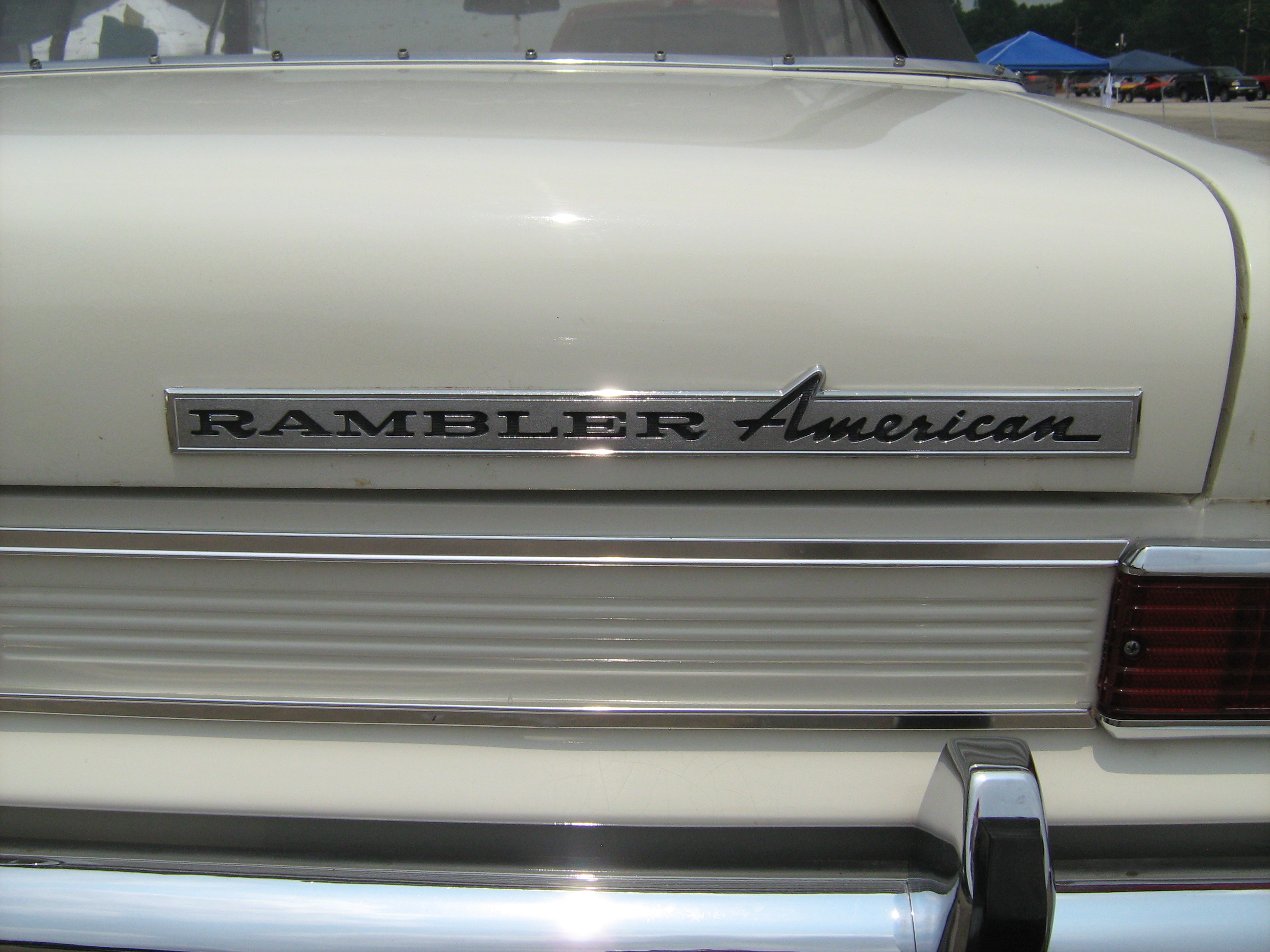
Emblema de un Rambler American 440 cabriolet de 1965

La historia del American comenzó cuando el presidente de la AMC, George Wilcken Romney, reconoció la necesidad de disponer de un modelo compacto en la gama de la marca. La idea era derivar el nuevo automóvil del Nash Metropolitan, alargando su carrocería. De esta manera, el modelo ofrecía la posibilidad de acomodar hasta cuatro pasajeros. Al mismo tiempo, se decidió mantener las plantas que producían el Nash Rambler. En cualquier caso, en comparación con los dos modelos mencionados, el American estaba dotado de un estilo y de una mecánica diferentes. La decisión de diseñar el American a partir de otros modelos previos se debió a que la AMC carecía en ese momento de los recursos financieros necesarios para desarrollar un automóvil completamente nuevo.

## Historia
El American se produjo en tres series distintas. Durante todo el período en el que fue ensamblado, el modelo se vendió bajo la marca Rambler, a pesar de ser fabricado por American Motors. Esta marca se utilizó por última vez en el mercado estadounidense y canadiense con el American. El Rambler fue a menudo el modelo menos costoso, popular por su bajo consumo. De hecho, se introdujo en América del Norte durante una recesión y, por lo tanto, era apreciado por los consumidores gracias al bajo consumo de sus motores. En 1966, se introdujo un motor V8 en la gama de Rambler. Por esta razón, algunas versiones del modelo se hicieron famosas como automóviles compactos de alto rendimiento. Mitt Romney, hijo de George Wilcken Romney, usó un Rambler American en eventos importantes en la campaña primaria para las elecciones presidenciales de 2008 para enfatizar la necesidad del mercado estadounidense de automóviles de pasajeros con menor consumo de combustible.
Se construyó un prototipo en 1964, el Rambler Tarpon, sobre la plataforma del American. Este prototipo anticipó el estilo fastback del Rambler Marlin de 1965 y de los pony car que vendrían más tarde.
El American se ensambló principalmente en los Estados Unidos (para ser precisos, en Kenosha) y en Canadá (en Brampton). El modelo también fue producido bajo otras marcas del grupo AMC, siendo además ensamblado bajo licencia por otras compañías. En particular, en este último caso, se fabricó en Australia, Irán, México, Sudáfrica y Argentina.
El modelo contó con motor delantero y tracción trasera durante todo su período de producción.
Como vehículo de competición, el American participó con éxito en rallies y en pruebas todoterreno.

## Primera serie (1958–1960)

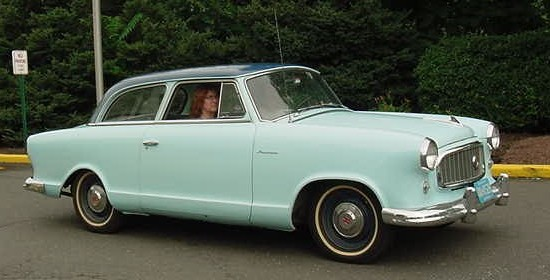
Un Rambler American cupé dos puertas de 1959

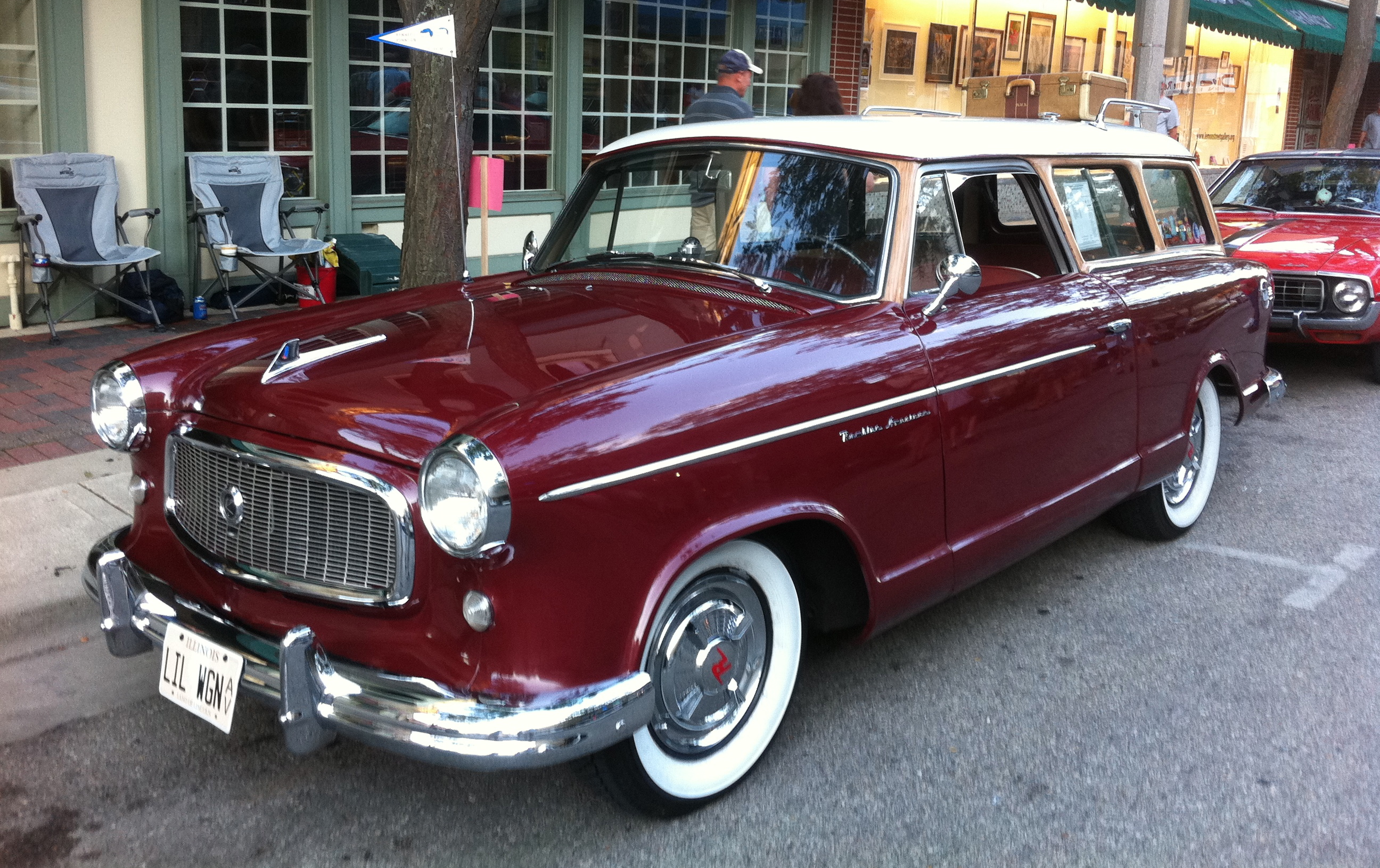
Rambler American Custom familiar de 1960

La AMC dotó al American de una línea derivada de la del Nash Airflyte. En cuanto a las versiones disponibles, Romney decidió ofrecer, al menos inicialmente, solo la versión cupé de dos puertas. Esto se hizo para evitar que las versiones sedán y familiar redujeran los volúmenes de ventas de los otros modelos de Rambler. El American salió a la venta en enero de 1958, después de una modesta campaña publicitaria.
El único propulsor que se ofreció para esta serie del American fue un motor de seis cilindros en línea de 3.2 L de cilindrada, que rendía 90 CV de potencia. El coche estaba disponible con dos niveles de equipamiento, Deluxe y Super. Todos estaban tratados para prevenir la corrosión de la carrocería de acero.
En 1959 se añadió la versión familiar de dos puertas. Esto se debió a que el Rambler Six, un modelo más grande, estaba disponible en una versión familiar de cuatro puertas y, por lo tanto, la gerencia de AMC quería evitar la competencia interna entre ambos coches. En comparación con 1958, las ventas se triplicaron en 1959, de 30.640 a 91.485 unidades.
En 1960, AMC introdujo para el Rambler la versión sedán de cuatro puertas y una nueva especificación de gama alta, la Custom. La versión sedán se lanzó para competir directamente con los modelos homólogos de los Tres Grandes, es decir, con los automóviles de los tres principales grupos de automóviles estadounidenses (General Motors, Ford Motor Company y Chrysler). Más precisamente, los modelos con los que la versión sedán del American competía directamente fueron el Ford Falcon, el Chevrolet Corvair y el Plymouth Valiant. También en 1960 se actualizó el motor de 3.2 L gracias a modificaciones en la distribución y en la relación de compresión. Este nuevo tren motriz OHV, que rendía 125 CV, solo estaba disponible en la versión Custom. De hecho, en las otras dos versiones todavía se ofrecía el motor SV utilizado en años anteriores.
A pesar de la competencia de los modelos producidos por los fabricantes de automóviles más grandes, el American tuvo éxito no solo por el bajo precio y el bajo consumo del motor, sino también por el hecho de que los American usados mantenían su valor y, por lo tanto, estaban poco devaluados en los mercados. Los volúmenes de ventas del modelo en 1960 alcanzaron las 120.603 unidades. Esto permitió a AMC lograr una cuota de mercado en los Estados Unidos del 7,5%. Las ventas totales de AMC fueron de  485.745 unidades.

## Segunda serie (1961–1963)

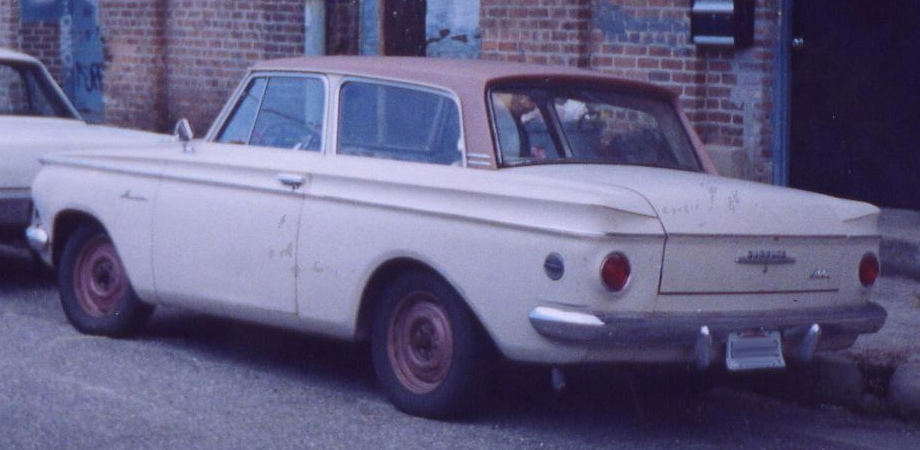
Rambler American 400 de la segunda serie

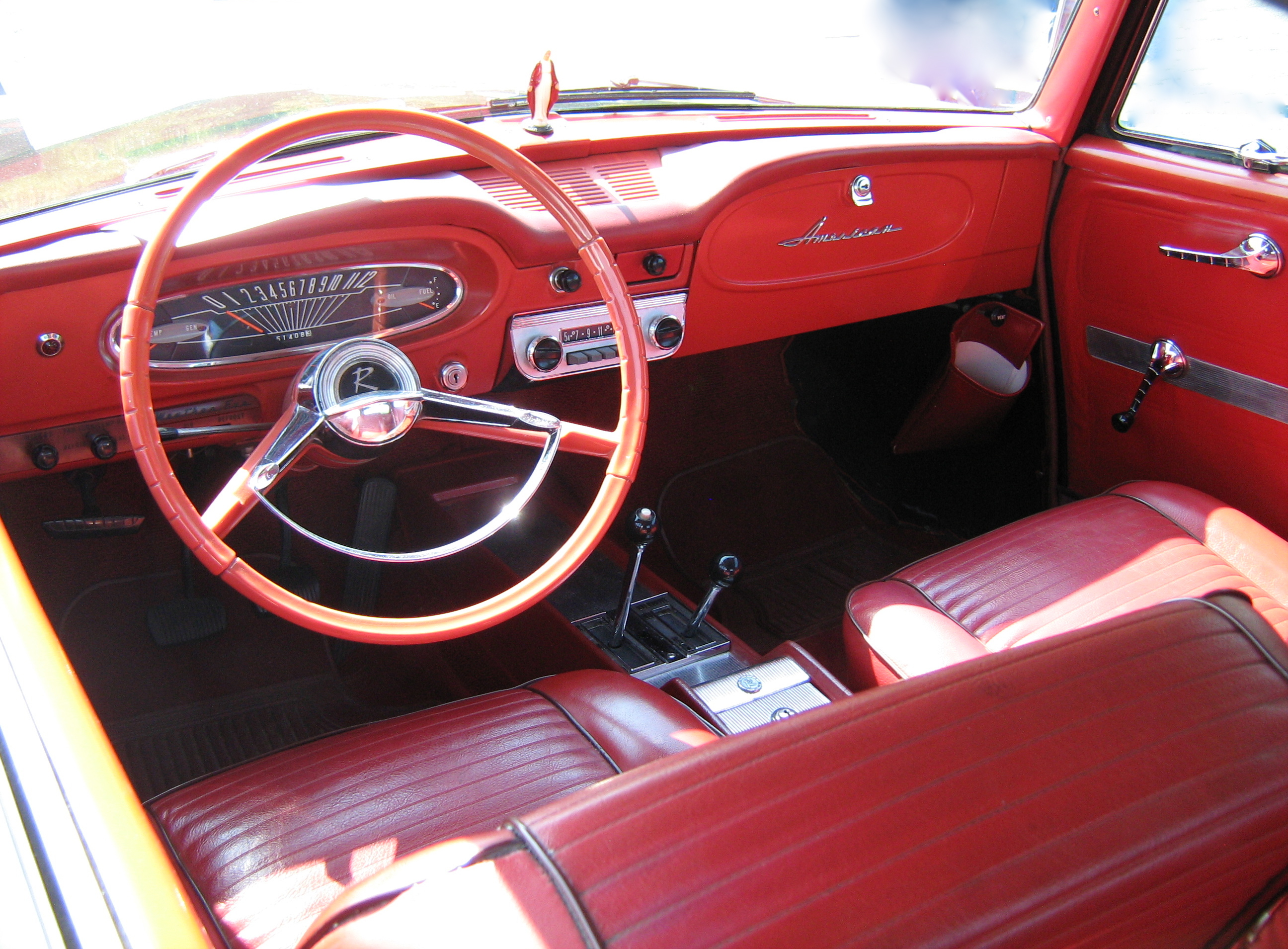
Interior de un Rambler American 400-H cabriolet

La segunda serie del American fue el resultado del profundo rediseño de la generación anterior. Sin embargo, los cambios no afectaron a la base mecánica, que de hecho permaneció sin cambios con respecto al diseño anterior. Las dimensiones de la carrocería, por otro lado, se redujeron. La capacidad de carga, sin embargo, se incrementó, mientras que la línea de la carrocería se hizo más cuadrada. Como resultado de esta última modificación, el American de 1961 perdió toda conexión estética con el modelo de 1950.
En 1961 se añadieron a la gama las versiones familiares y descapotable de cuatro y de dos puertas. Este último estaba equipado con un sistema automático que plegaba la capota y bajaba las ventanas de las puertas. El número de pasajeros transportables aumentó de cinco a seis. En cuanto a los motores, sin embargo, se mantuvo el motor de seis cilindros en línea de 3.2 L de la serie anterior, cuyo bajo consumo de combustible le valió al automóvil obtener la codiciada victoria en el Mobil Economy Run estadounidense de 1962. Sin embargo, el bloque también se modernizó con la instalación de un nuevo culata a OHV. Para la producción de esta nueva serie del Rambler American, American Motors construyó una nueva fábrica del grupo en Brampton, en Canadá.
En 1962, el Rambler American se mantuvo sin cambios. La única diferencia fue el cambio del nombre de la moldura Custom a "400". En el año en cuestión, se introdujo la opción "E-stick", que combinaba un embrague de fricción automático con una caja de cambios de tres velocidades con overdrive; esta opción se introdujo como una alternativa de bajo costo a la transmisión automática real.
En 1963, la versión 400 pasó a llamarse 440. En esta ocasión, también se presentó la versión hardtop de dos puertas, que estaba equipada con un techo de acero cuyo diseño se asemejaba al de un descapotable. Sin embargo, esta última característica solo se mantuvo en 1963. También en el año mencionado, se introdujo la especificación especial 440-H, que estaba equipada con asientos individuales, una consola central y una versión más potente del motor de la serie regular que producía 138 CV. Además, se introdujo la opción "Twin-Stick" que incluía una caja de cambios manual especial con overdrive. Ese mismo año, el American ganó el premio al Automóvil del Año organizado por la revista Motor Trend.
A su vez, pasó a formar parte de la cultura popular, cuando un convertible Rambler American de 1962 se convirtió en el coche del protagonista del espectáculo 3rd Rock from the Sun.

## Tercera serie (1964–1969)

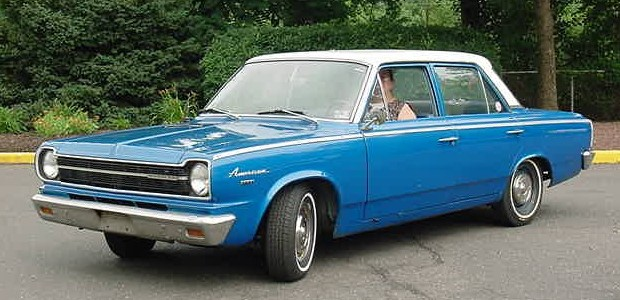
Un American berlina de 1966. Esta unidad luce una calandra de 1969

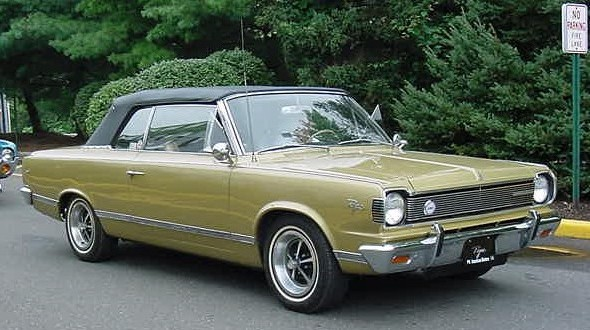
Rambler Rogue cabriolet de 1967

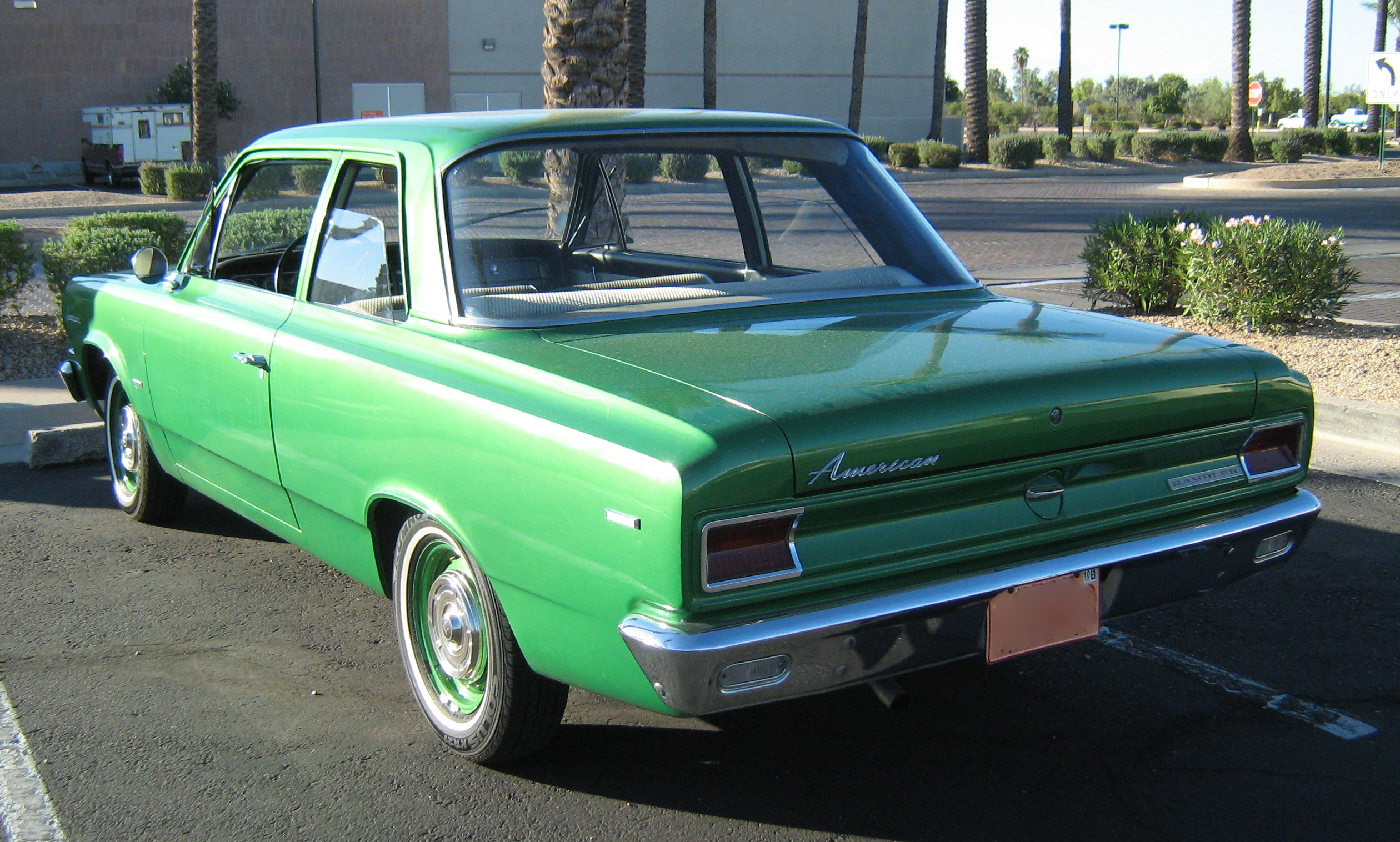
Rambler 220 cupé de 1967

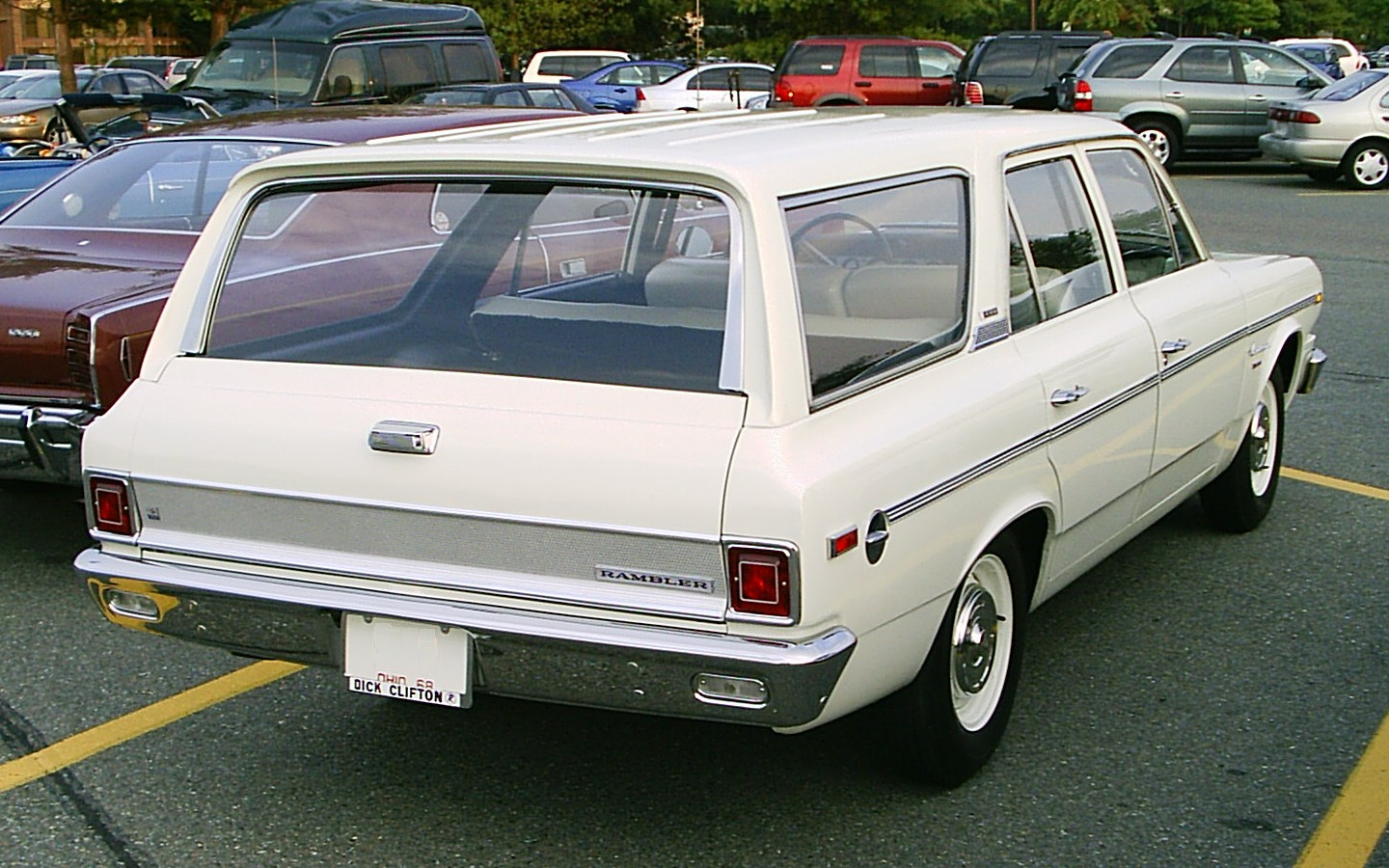
Rambler American familiar de 1968

En 1964, el American se renovó por completo, siendo dotado con una línea completamente diferente, caracterizada por unas formas más simples. Las dimensiones crecieron, y en consecuencia, el espacio interior también aumentó. En particular, la capacidad de carga de la versión familiar se incrementó en un 17%. Para los miembros de la familia, se habilitó una pequeña ventanilla que se podía bajar. Los modelos disponían de una considerable facilidad de conducción, y sus componentes eran intercambiables con los de otros automóviles de AMC. Con motivo del lanzamiento de esta tercera serie del American, se introdujeron los niveles de acabado 330 y 220. El motor de 3.2 L ya estaba disponible en tres versiones que se caracterizaban por tres potencias distintas: 90 CV, 125 CV y 138 CV. A pesar de la presencia en la gama de motores con una potencia apreciable, AMC siguió promocionando al American como modelo de consumo de combustible económico.
En 1965, se introdujo un nuevo motor de seis cilindros en línea de 3.8 L con las válvulas en la culata, aunque también se lanzó al mercado un motor de seis cilindros en línea de 3.3 L con válvulas laterales. De hecho, estos últimos motores solo se utilizaron en la configuración 220, convirtiéndose en los últimos motores de válvulas laterales utilizados en el mercado estadounidense.
En 1966, cuando el mercado estadounidense estaba en una fase en la que se estaba moviendo hacia modelos más potentes y grandes, AMC comenzó a eliminar el nombre Rambler de sus automóviles más grandes. Por lo tanto, American y Classic, más pequeños y más baratos, conservaron su propia marca. El acabado 330 se eliminó de las listas, por lo que las únicas dos versiones disponibles en 1966 fueron el 440 y el 220. El acabado de gama alta, que solo estaba disponible en una versión cupé de dos puertas, cambió su nombre de 440-H a Rogue. En 1966, los American fueron sometidos a un rediseño que hizo que las líneas de la carrocería fueran más cuadradas todavía. El modelo también se alargó, lo que permitió la instalación del aire acondicionado en las versiones con motores de 3.3 L y de 3.8 L. Así mismo, aquel año se introdujo un nuevo motor V8 de 4.8 L, que estaba disponible en versiones de carburador de dos y cuatro cuerpos (la última versión del motor también tenía un relación de compresión más alta). El primer motor mencionado rendía 200 CV, mientras que el segundo alcanzaba los 225 CV. La versión Rogue estaba equipada con una caja de cambios automática de tres velocidades o una transmisión manual de cuatro velocidades. La otra caja de cambios disponible en los modelos era una manual de tres velocidades (con o sin overdrive).
En 1967 no hubo cambios importantes en la carrocería. Los cambios se limitaron a las molduras y a los faros traseros. El año en cuestión también fue el último de la versión descapotable, que sin embargo se ofreció solo con la equipación Rogue. El nuevo motor V8 de 5.6 L estaba disponible en este último y en la versión 440, equipada con un carburador de cuatro cuerpos que producía 280 CV de potencia y 495 N·m de par. Este motor, sin embargo, se montó en muy pocos coches: se instaló solo en 58 Rogue y en 55 "440". De estos últimos, 7 eran descapotables. También se instalaron varios dispositivos de seguridad en 1967. Debido a la promulgación de nuevas leyes federales que se aplicaron a todos los automóviles estadounidenses, el American se equipó con cinturones de seguridad, una columna de dirección que absorbía energía en caso de colisión, y varias partes internas acolchadas entre otras medidas. Para competir mejor con los coches baratos importados, como el Volkswagen Tipo 1, AMC bajó el precio del American en 1967.
En 1968 se simplificó la gama. El cupé de dos puertas y el sedán de cuatro puertas estaban disponibles en la configuración básica (la designación 220 ya no se usaba), mientras que el familiar de cuatro puertas y el sedán mencionado anteriormente se ofrecían con la configuración 440. El modelo de techo rígido se ofreció solo con la configuración Rogue. En 1968 el modelo también fue retocado estéticamente. En esta ocasión, se introdujo un sistema que controlaba las emisiones contaminantes. El precio volvió a bajar, pero la competencia no respondió tan bien y la diferencia de precio entre los modelos de las Tres Grandes y los modelos de AMC era considerable.
Se hicieron cambios mínimos en 1969. Sin embargo, el equipamiento se enriqueció con reposacabezas, luces de estacionamiento delanteras y cinturones de seguridad que también protegían los hombros. En 1969 el modelo fue retirado de la producción después de que se hubiera ensamblado un total de 4.204.925 unidades. El último Américan salió de la línea de ensamble el 30 de junio de 1969. Para conmemorar parcialmente la retirada del modelo, se agregó a la gama una versión especial basada en el Rogue, el SC/Rambler. El American sería reemplazado por el AMC Hornet.

### El SC / Rambler

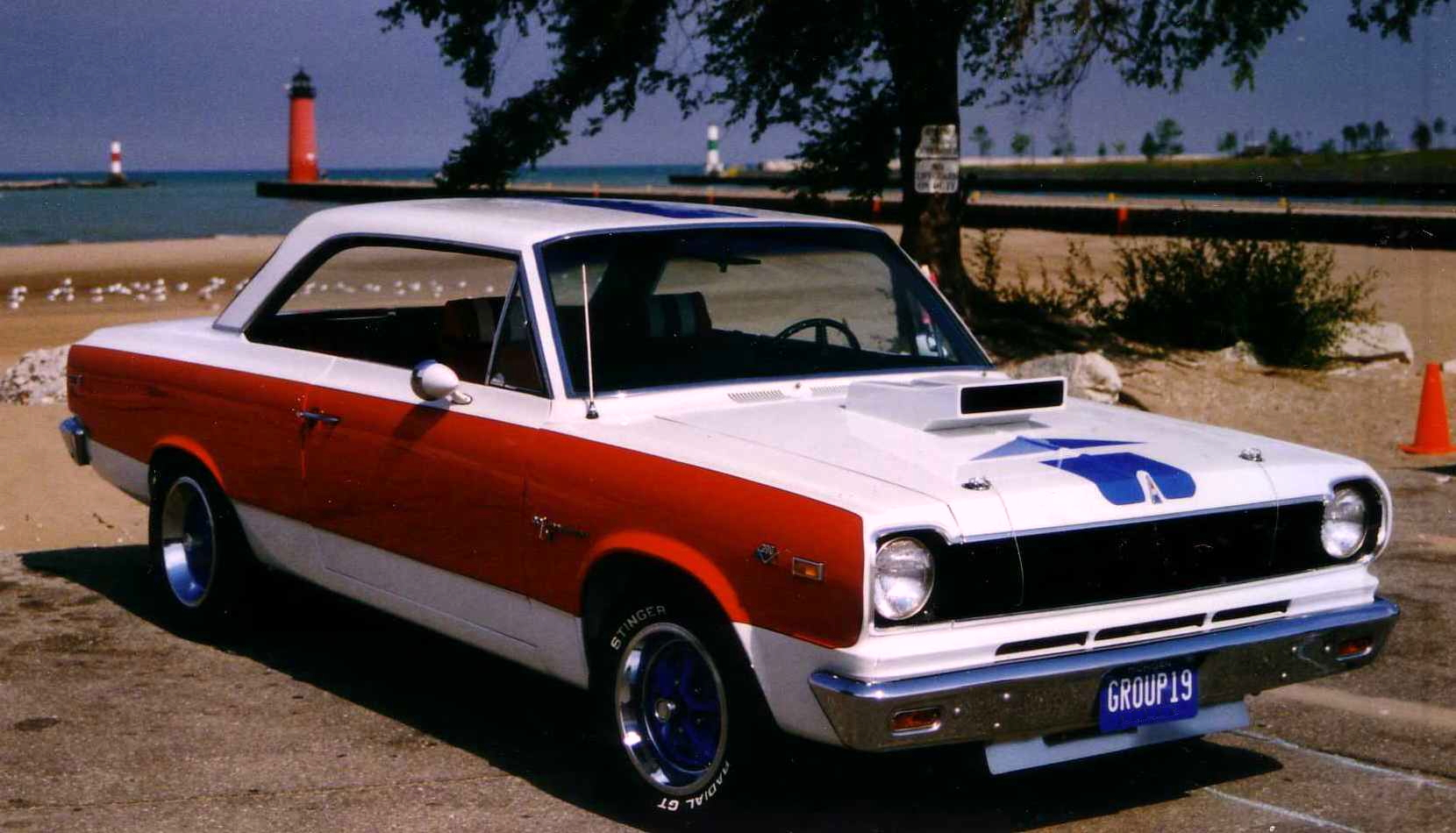
Un SC/Rambler

Uno de los muscle car más famosos producidos en los años sesenta fue el SC/Rambler ("SC" significa "Super Car"), realizado en colaboración con Hurst Performance en 1969. Se construyó un total de 1512 unidades. Estaba a la venta por poco menos de 3000 dólares, aunque contaba con un motor V8 de 6.4 L que entregaba 315 CV y disponía de una caja de cambios manual de cuatro velocidades. El diferencial era de deslizamiento limitado, mientras que el escape era doble, dotado con tubos cromados. El SC/Rambler estaba equipado con frenos de disco, lo que le diferenciaba del Rogue y del American, que montaban frenos de tambor. Los componentes de la carrocería y del sistema de propulsión eran más robustos que los de los modelos normales, mientras que las suspensiones eran especiales, con una barra estabilizadora reforzada. Solo estaba disponible en una versión de techo rígido de dos puertas, y con dos esquemas de color posibles (a base de patrones rojos, blancos y azules), y el capó disponía de una toma de admisión. La única opción disponible era una radio AM.

## El Torino y el American producido en el extranjero

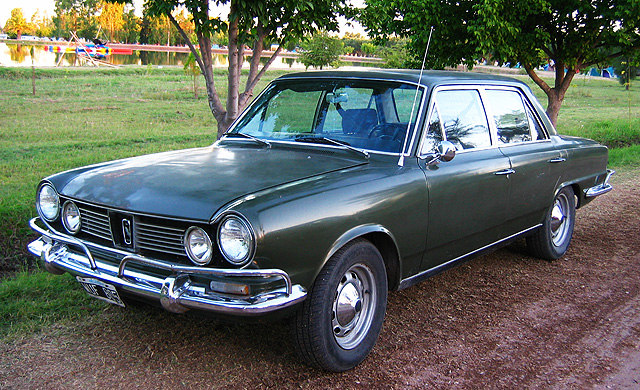
IKA Torino TS berlina

De 1966 a 1982, la empresa Industrias Kaiser Argentina (IKA) produjo un modelo en la Argentina basado en la segunda generación del American, este coche se llamó IKA Torino y más tarde Renault Torino. Tenía profundas modificaciones con respecto al modelo americano ya que su rediseño exterior e interior fue realizado por Pininfarina. Se ofreció en versiones de techo rígido de dos puertas y sedán de cuatro puertas, y estaba equipado con detalles de lujo con cuero y madera. El motor de base era Tornado 230 (3,8 litros) de origen Jeep con profundas modificaciones entre ellas una versión con 3 carburadores Weber, posteriormente se hizo una evolución de la planta motriz (motor Torino) con una nueva tapa cilindros y un block modificado con 7 apoyos en el cigüeñal alcanzado potencias de hasta 215HP aunque también existía una versión carrera-cliente con 250HP. Se utilizó una transmisión ZF alemana de 4 velocidades y se rediseñaron los esquemas de suspensión adoptando en eje trasero con resortes helicoidales y barras tensores basado en un diseño de Alfa Romeo. También se lo dotó de un sistema de escape especial de gran sonido. Lo más destacado de este modelo fue la participación en las 84 h de Nurburgring de 1969, donde acabó en 4.ª posición final a raíz de una penalización, siendo el vehículo que más vueltas completó en el trazado alemán, por tal motivo el resultado fue interpretado como una "victoria moral" en su país de origen. Este modelo solo se comercializó en el mercado argentino y muy pocas unidades fueron exportadas. 
De 1967 a 1974, Sherkate Sahami ensambló la versión de 1966 del American en Irán. Esta versión se ofreció en dos niveles de equipamiento, "Aria" y "Shahin". La primera versión mencionada era la más lujosa y estaba equipada con una transmisión automática de tres velocidades, mientras que la segunda era el modelo base y estaba equipada con una transmisión manual. Ambos modelos disponían de un motor de seis cilindros en línea de 3.2 L que entregaba 128 CV, y estaban equipados con aire acondicionado. Esta última característica era excepcional para el mercado iraní en aquel momento.
El Rambler American también se produjo en Australia utilizando la técnica de kits de montaje entre 1964 y 1967. Los componentes se transportaban desde los Estados Unidos para ser ensamblados en Melbourne. En comparación con los American fabricados en los Estados Unidos, los fabricados en Australia eran ligeramente diferentes.
El modelo también se vendió en México de 1958 a 1970. Introducido en 1958 como un automóvil de importación producido en los Estados Unidos, el American, ya a finales de aquel año, comenzó a producirse en México, en Monterrey. Sin embargo, ya en 1959, se detuvo la producción y el modelo volvió a ser importado. Al año siguiente, sin embargo, el American volvió a producirse en el país, esta vez por Willys Mexicana, hasta 1970.